# Балуга (Љубићска)
Балуга (Љубићска) је насеље у Србији у граду Чачку у Моравичком округу. Према попису из 2022. било је 383 становника.

## Демографија
У насељу Балуга (Љубићска) живи 354 пунолетна становника, а просечна старост становништва износи 41,8 година (40,1 код мушкараца и 43,7 код жена). У насељу има 117 домаћинстава, а просечан број чланова по домаћинству је 3,71.
Ово насеље је великим делом насељено Србима (према попису из 2002. године), а у последња три пописа, примећен је пад у броју становника.
|  |

| Демографија | Демографија | Демографија |
| Година      | Становника  | Становника  |
| ----------- | ----------- | ----------- |
| 1948.       | 324         |             |
| 1953.       | 325         |             |
| 1961.       | 344         |             |
| 1971.       | 361         |             |
| 1981.       | 443         |             |
| 1991.       | 440         | 437         |
| 2002.       | 434         | 451         |
| 2011.       | 415         |             |

| Етнички састав према попису из 2002.‍ | Етнички састав према попису из 2002.‍ | Етнички састав према попису из 2002.‍ | Етнички састав према попису из 2002.‍ | Етнички састав према попису из 2002.‍ |
| ------------------------------------ | ------------------------------------ | ------------------------------------ | ------------------------------------ | ------------------------------------ |
|                                      |                                      |                                      |                                      |                                      |
| Срби                                 | Срби                                 |                                      | 432                                  | 99,53%                               |
| Хрвати                               | Хрвати                               |                                      | 1                                    | 0,23%                                |
| Муслимани                            | Муслимани                            |                                      | 1                                    | 0,23%                                |
| непознато                            | непознато                            |                                      | 0                                    | 0,0%                                 |

| Година пописа     | 1948. | 1953. | 1961. | 1971. | 1981. | 1991. | 2002. |
| ----------------- | ----- | ----- | ----- | ----- | ----- | ----- | ----- |
| Број домаћинстава | 56    | 63    | 86    | 96    | 116   | 116   | 117   |

| Број чланова      | 1  | 2  | 3  | 4  | 5  | 6  | 7 | 8 | 9 | 10 и више | Просек |
| ----------------- | -- | -- | -- | -- | -- | -- | - | - | - | --------- | ------ |
| Број домаћинстава | 16 | 27 | 17 | 20 | 11 | 15 | 5 | 4 | 0 | 2         | 3,71   |

| Пол    | Укупно | Неожењен/Неудата | Ожењен/Удата | Удовац/Удовица | Разведен/Разведена | Непознато |
| ------ | ------ | ---------------- | ------------ | -------------- | ------------------ | --------- |
| Мушки  | 188    | 59               | 121          | 5              | 3                  | 0         |
| Женски | 180    | 26               | 120          | 30             | 4                  | 0         |
| УКУПНО | 368    | 85               | 241          | 35             | 7                  | 0         |

| Пол    | Укупно                    | Пољопривреда, лов и шумарство | Рибарство                            | Вађење руде и камена | Прерађивачка индустрија       |
| ------ | ------------------------- | ----------------------------- | ------------------------------------ | -------------------- | ----------------------------- |
| Мушки  | 105                       | 44                            | 0                                    | 0                    | 26                            |
| Женски | 63                        | 28                            | 0                                    | 0                    | 10                            |
| УКУПНО | 168                       | 72                            | 0                                    | 0                    | 36                            |
| Пол    | Производња и снабдевање   | Грађевинарство                | Трговина                             | Хотели и ресторани   | Саобраћај, складиштење и везе |
| Мушки  | 1                         | 1                             | 16                                   | 3                    | 7                             |
| Женски | 0                         | 1                             | 15                                   | 1                    | 0                             |
| УКУПНО | 1                         | 2                             | 31                                   | 4                    | 7                             |
| Пол    | Финансијско посредовање   | Некретнине                    | Државна управа и одбрана             | Образовање           | Здравствени и социјални рад   |
| Мушки  | 0                         | 1                             | 1                                    | 0                    | 0                             |
| Женски | 2                         | 1                             | 1                                    | 0                    | 3                             |
| УКУПНО | 2                         | 2                             | 2                                    | 0                    | 3                             |
| Пол    | Остале услужне активности | Приватна домаћинства          | Екстериторијалне организације и тела | Непознато            | Непознато                     |
| Мушки  | 0                         | 0                             | 0                                    | 5                    | 5                             |
| Женски | 0                         | 0                             | 0                                    | 1                    | 1                             |
| УКУПНО | 0                         | 0                             | 0                                    | 6                    | 6                             |